# کرپینسکی (دهانه)
کرپینسکی یک دهانه برخوردی در ماه‌ است.

## دهانه‌های اقماری
این دهانه ۱ دهانه اقماری دارد.
| Karpinskiy | عرض جغرافیایی | طول جغرافیایی | قطر          |
| ---------- | ------------- | ------------- | ------------ |
| J          | ۷۱.۵° N       | ۱۷۵.۱° E      | ۲۵.۰ کیلومتر |